# ۳ نینجا (فیلم)
سه مبارز کوچک با نام اصلی ۳ نینجا (انگلیسی: 3 Ninjas) فیلمی در ژانر اکشن و رزمی به کارگردانی جان ترتل‌تاب است که در سال ۱۹۹۲ منتشر شد. از بازیگران آن می‌توان به ماکس الیوت اسلید و چاد پاور اشاره کرد.